# باگشوار
باگشوار (به انگلیسی: Bageshwar) یک منطقهٔ مسکونی در هند است که در بخش باگیشور واقع شده‌است. باگشوار ۵٫۵۰ کیلومتر مربع مساحت و ۹٬۰۷۹ نفر جمعیت دارد و ۹۳۵ متر بالاتر از سطح دریا واقع شده‌است.